# Handels-, Industrie- und Handwerkskammer Kaunas
Die Handels-, Industrie- und Handwerkskammer Kaunas (lit. Kauno prekybos, pramonės ir amatų rūmai) ist eine Handelskammer und eine Handwerkskammer (eine Industrie- und Handelskammer) in der litauischen zweitgrößten Stadt Kaunas. Gleichzeitig ist sie eine Interessenvertretung des Handels, der Industrie und des Handwerkskammers der Stadtgemeinde und Rajongemeinde Kaunas.

## Geschichte
Von 1925 bis 1940 gab es die Kammer in der ersten Republik Litauen. Kaunas war damalige Hauptstadt des Landes. Der Leiter damals war Jonas Dobkevičius und von 1936 bis 1940  Vladas Kurkauskas. In der Sowjetzeit gab es keine Kammer Kaunas. Am 25. Oktober 1991 wurde IHHK Kaunas neu errichtet.

## Struktur
Der Rat besteht aus 20 Mitgliedern. Die Kammer hat zwei Filialen und drei Vertretungen (überwiegend im Bezirk Kaunas):
- Filiale Marijampolė
- Filiale Jonava
- Vertretung Kėdainiai
- Vertretung Prienai
- Vertretung Šakiai